# Hilgenbergkapel
De Hilgenbergkapel van Onze Lieve Vrouw (Duits: Hilgenbergkapelle Unserer Lieben Frau) is een bedevaartskapel in Stadtlohn, Noordrijn-Westfalen.

## Geschiedenis

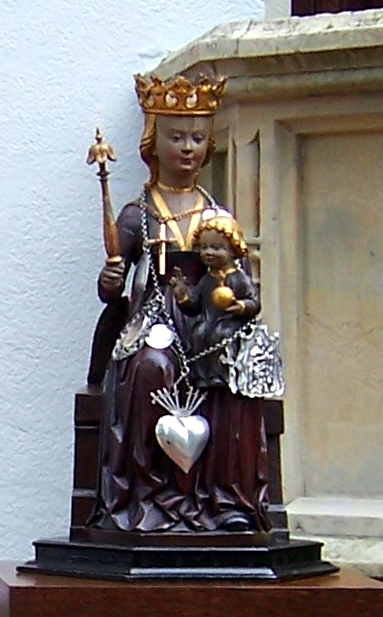
Het huidige genadebeeld

Al in de late bronstijd of vroege ijzertijd werd de plaats van de kapel gebruikt als een plek waar men de doden cremeerde, hetgeen doet vermoeden dat de Hilgenberg (= heilige berg) al zeer vroeg een religieuze betekenis kende. De eerste schriftelijke vermelding dateert uit het jaar 1525.
Na zijn overwinning op Christiaan van Brunswijk-Wolfenbüttel in de Slag bij Stadtlohn (1623) zou Johan t'Serclaes van Tilly in de kapel van Hilgenberg hebben gebeden. Sinds de herbouw in 1695 in opdracht van Frederik Christiaan van Plettenberg wordt er jaarlijks op 2 juli tijdens het feest van Maria-Visitatie een processie georganiseerd. Zijn wapen bevindt zich tussen de twee vensters in het midden van de gevelmuur. 
Meldingen van wonderbaarlijke genezingen in de jaren 1739-1749 deden de toestroom van pelgrims naar de kapel met een Mariabeeld uit de 15e eeuw snel groeien. Het hoogtepunt van de Mariabedevaart werd in 1761 bereikt met 16 processies. De meeste pelgrims kwamen uit het westelijk deel van Münsterland en enkele Nederlandse plaatsen. In 1830 brachten de kerkelijke processieverboden de bedevaart tot stilstand, maar in 1850 raakten de bedevaarten in het bisdom Münster weer in zwang.
In de nacht van 13 op 14 september 1886 werd het miraculeuze Mariabeeld uit de kapel gestolen. Hiermee kwam een voorlopige einde aan de bedevaart. Aan het uiterlijk van het oude genadebeeld herinnert nog een reliëf boven de portaalboog.
Om de Maria-verering weer te bevorderen schonk bisschop Michael Keller van Münster in 1954 een nieuw genadebeeld in permanente bruikleen. Deze zogenaamde Raesfelder Madonna betreft een tronende Maria met Kind uit de 15e eeuw en wordt ook tegenwoordig door talrijke pelgrims bezocht.

## Beschrijving
De kapel bezit een rechthoekige plattegrond. Naast de ingang bevindt zich aan de gevel een kansel voor erediensten in de buitenlucht. Het zadeldak van de kapel is bedekt met zwarte leisteen. In de dakruiter hangt de klok van de kapel. 
In het altaar bevindt zich het genadebeeld van de kapel, met daaromheen een rij medaillons, die rechts de droevige geheimen en links de glorievolle geheimen van de rozenkrans voorstellen. 
Het cassettenplafond werd bij de restauratie van de kapel in 1885 aangebracht.